# 1629 en France
Chronologie de la France
- 1625
- 1626
- 1627
- 1628
- 1629
- 1630
- 1631
- 1632
- 1633

## Événements
- 13 janvier : dans un « Avis donné au roi après la prise de La Rochelle pour le bien de ses affaires », Richelieu propose à Louis XIII d’entamer une politique d’hégémonie en Europe[1].
- 15 janvier : Code Michau : enregistrement forcé par le Parlement d’une grande ordonnance de réformation du royaume due au garde des Sceaux Michel de Marillac[2]. Le code Michau vise à donner le monopole des trafics régnicoles aux navires strictement français.

- 6 mars, guerre de Succession de Mantoue : l’armée royale force le passage du Pas de Suse[3].
- 11 mars : traité de Suse avec le duc de Savoie qui renonce à l’alliance avec l’empereur et l’Espagne et s’engage à secourir Casal[3].
- 15-16 mars : les troupes espagnoles du duc de Córdoba lèvent le siège de Casal à l’approche des Français ; Toiras est nommé gouverneur de la place[3].

- 24 avril : le second traité de Suse met fin à la guerre franco-anglaise[4].

- 3 mai : traité entre le roi d’Espagne et le duc de Rohan conclu à Madrid par son chargé de pouvoirs, Clauzel ; Rohan reçoit une rente de 300 000 ducats par an pour soutenir la révolte des Protestants contre le roi de France[5].

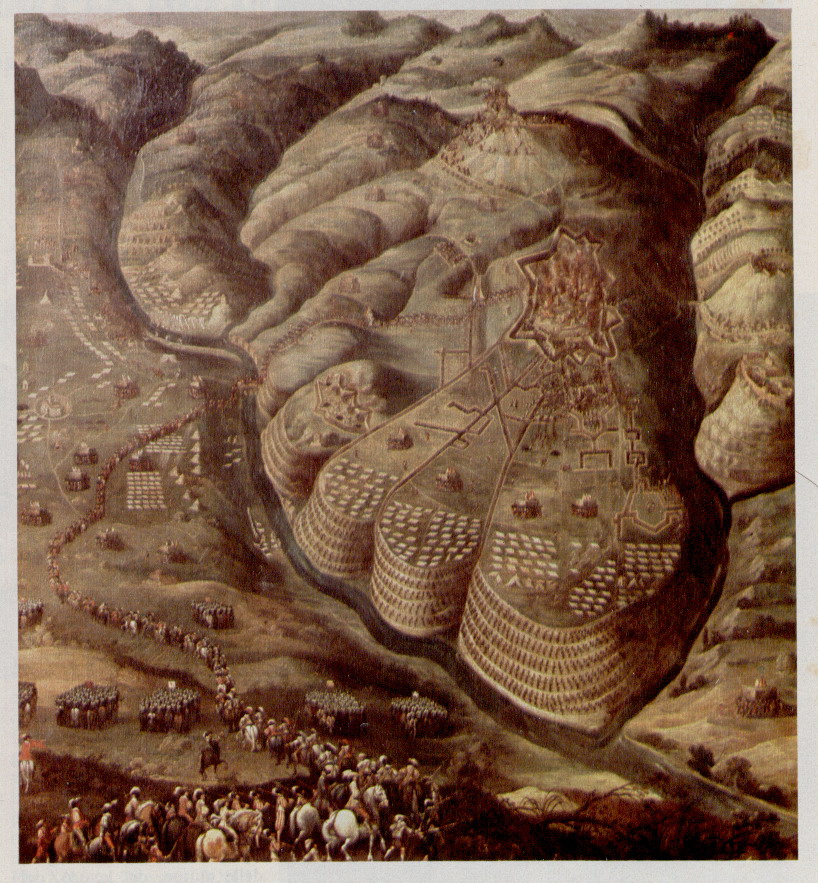
28 mai : prise de Privas.

- 14 mai : siège de Privas qui est prise et livrée au pillage (28 mai)[5]. Cinq cents royaux sont tués et plus du double parmi les défenseurs, dont 50 sont pendus.
- Mai : la peste atteint Bordeaux et dure près de trois mois[6].

- 17 juin : Louis XIII entre dans Alès à l’issue de huit jours de siège[7].
- 28 juin : paix d’Alès, confirmée par ’édit de grâce de Nîmes publié le 20 juillet[8]. Elle ôte aux protestants leurs privilèges militaires (droit de s’assembler et de tenir des places de sûreté). Ils conservent la liberté de culte, sauf à Paris[9].

- 6 juillet : la peste arrive Montpellier par un capucin venu de Toulouse[10].
- 7 juillet : le roi est à Beaucaire. Le 9, à Tarascon, il assiste aux fêtes et va voir la Tarasque sur le Rhône. Il entre à Uzès le 11[5].
- 14 juillet :
  - Louis XIII entre dans Nîmes. Le lendemain, il repart vers Paris et séjourne à Fontainebleau fin août[5].
  - édit de Nîmes qui crée vingt-deux bureaux d’élections en Languedoc, désapprouvé le 1er août par les États du Languedoc réunis à Pezenas[11].
- 26 juillet : un règlement du Conseil supérieur de l'île Bourbon crée un détachement pour la capture des noirs marrons[12]. La fuite des marrons dans les montagnes de l'intérieur atteint son paroxysme entre 1730 et 1779.

- 18 août : reddition de Montauban[7].

- 13 septembre : arrivée de Richelieu à Fontainebleau ; Marie de Médicis, favorable à Marillac, commence à le « battre froid »[5]. Les princesses de Bourbon, celle de Lorraine et la duchesse d’Ornano encouragent la reine mère contre le cardinal.

- 21 novembre : Richelieu devient principal ministre d’État[5].
- 26 novembre : Richelieu est créé duc et pair de France[5].